# Internationale Nieuwe Scène

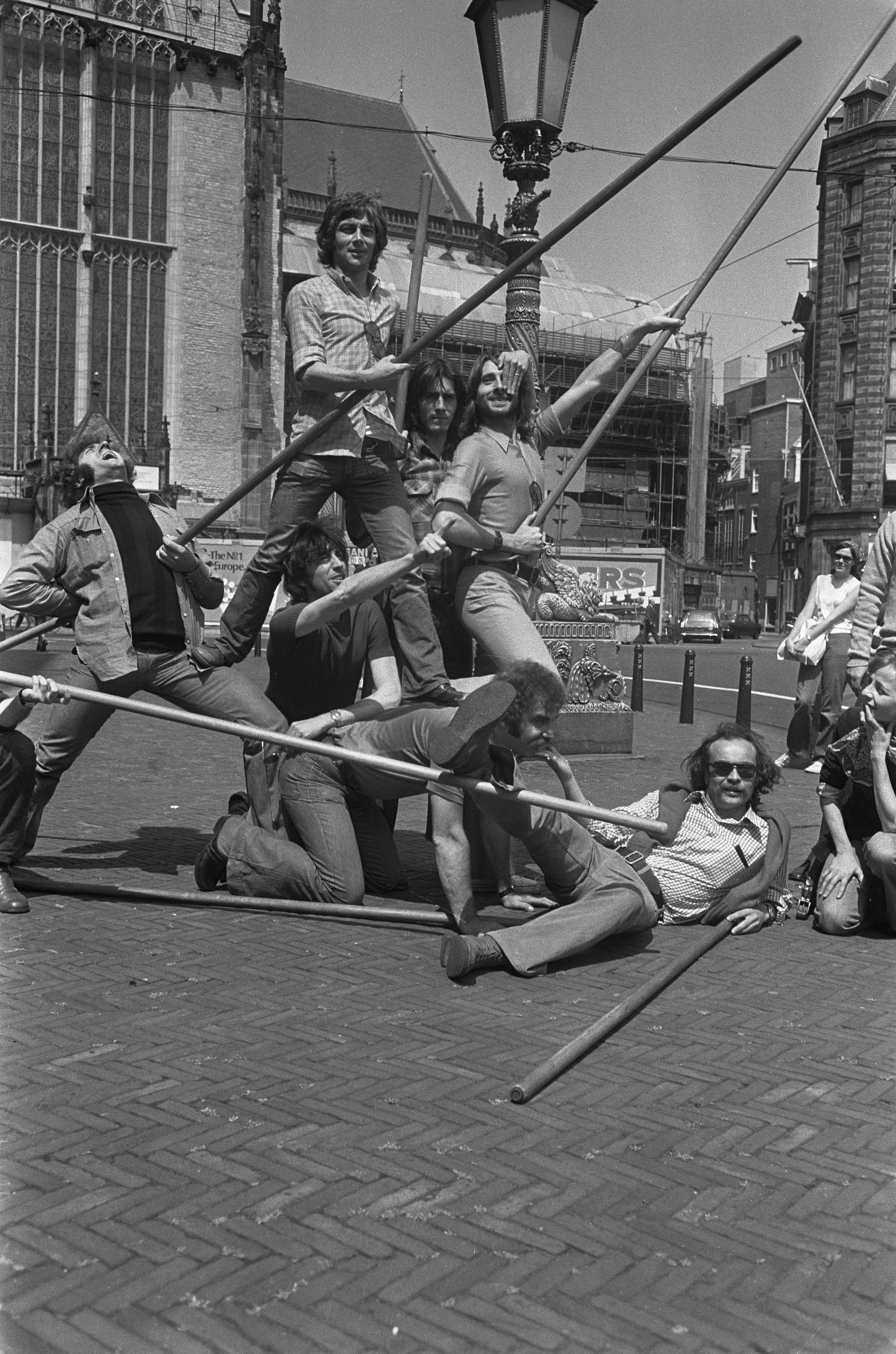
De Internationale Nieuwe Scène in Amsterdam in het kader van het Holland Festival van 1973.

De Internationale Nieuwe Scène was een Vlaamse maatschappelijk geëngageerde theatergroep die tussen 1973 en 1997 heeft bestaan. Hun uitvoering van het stuk Mistero Buffo wordt beschouwd als een van de beste en belangrijkste Vlaamse theaterproducties.

## Ontstaan
De Internationale Nieuwe Scène is opgericht door twee toenmalige acteurs van  de Antwerpse Koninklijke Nederlandse Schouwburg (KNS), Charles Cornette en Hilde Uitterlinden. In 1970 ontmoetten ze de Italiaan Arturo Corso, die bij de KNS gastregisseur was. Alle drie waren ze erg enthousiast over het werk van de toneelschrijver Dario Fo. Dat enthousiasme, samen met een groeiend ongenoegen over de hiërarchische manier van werken binnen de KNS, deed hen besluiten om Fo's toneelstuk Mistero Buffo te produceren. De Italiaanse volksliederen in de tekst werden vervangen door bewerkingen van Wannes Van de Velde. Het stuk combineerde oude theatertradities zoals het mysteriespel en de Commedia dell'arte met maatschappelijk geëngageerd volkstheater. Het was tegelijk poëtisch, ritmisch en muzikaal. De première vond plaats in 1972 en was een groot succes. Er werd besloten een nieuw gezelschap op te richten voor de verdere vertoningen. In 1973 ontstond zo de Internationale Nieuwe Scène – Nouvelle Scène Internationale. Met Mistero Buffo werden internationale successen geboekt.

## Ontwikkeling
Het collectief bestond uit een grote groep getrouwen, onder wie de jonge Jan Decleir. Met hun stukken wilden ze zo veel mogelijk toeschouwers bereiken, enerzijds om hen te inspireren, anderzijds om hen te activeren. Internationale Nieuwe Scène ontwikkelde een eigen theatrale taal die sterk politiek getint en actiegericht was. Met hun voorstellingen hoopten ze het theaterpubliek wakker te schudden voor actuele wantoestanden.
De idealisten van Internationale Nieuwe Scène geloofden sterk in de maakbaarheid van een maatschappij. Door middel van theater streefden zij oprecht naar een betere wereld.
Nog in 1973 besloot het gezelschap alleen nog in het Nederlands te spelen. De nadruk bleef liggen op muzikaal maatschappijgericht theater. 
In 1976 werd de groep gesplitst vanwege artistieke meningsverschillen en omdat sommige acteurs de betrokkenheid bij de arbeidersbeweging in strijd achtten met hun autonomie als kunstenaar. Naast het 'Kollektief I.N.S.’ kwam er de 'I.N.S.-Mannen van den Dam’.
In 1978 kocht het Kollektief INS een circustent, waarmee de groep beter in staat was een groot publiek te bereiken. De tent werd in 1980 door een storm weggeblazen. Op 28 oktober 1980 werd daarom een solidariteitsoptreden voor het Kollektief INS georganiseerd, waar onder meer Willem Vermandere en Parisiana aan deelnamen.
Het elan van de groep was in de loop van de jaren tachtig tanende. In 1993 stelde de Raad van Advies voor Toneel (RAT) voor om de INS niet langer subsidie toe te kennen. In 1997 werden de subsidies van de INS definitief stopgezet. Het Kollektief ging op in de structuur van het als kunstencentrum erkende ‘Wereldculturencentrum Zuiderpershuis’.

## Erfenis
De oprichters van INS, Charles Cornette en Hilde Uitterlinden, hebben nadien nog producties uitgebracht onder de naam Internationale Nieuwe Scène, maar in feite bestaat de groep niet meer. Veel van de producties van het gezelschap zijn op LP uitgebracht, zoals Mistero Buffo, De Herkuls en Tricolore Triste.
Het archief van de International Nieuwe Scène werd geschonken aan het Amsab-ISG.